# تادئوش پیوتروفسکی
تادئوش پیوتروفسکی (انگلیسی: Tadeusz Piotrowski؛ زادهٔ ۱۹۴۰) جامعه‌شناس و نویسنده لهستانی-آمریکایی است. وی استاد جامعه‌شناسی در بخش علوم اجتماعی دانشگاه نیوهمپشایر در منچستر در منچستر، نیوهمپشایر است.

## زندگی‌نامه
پیوتروفسکی در بخش وولینیا از لهستان اشغالی به دنیا آمد و در ۱۹۴۳ به همراه خانواده‌اش به آمریکا مهاجرت کرد. او مدرک دکترای خود را در زمینه جامعه‌شناسی در سال ۱۹۷۳ از دانشگاه پنسیلوانیا گرفت.
درس‌های ارائه شده توسط پیوتروفسکی در دانشگاه نیوهمپشایر شامل تاریخ اجتماعی هولوکاست و چندین درس در انسان‌شناسی است.